# Hakdvärgspindel
Hakdvärgspindel (Asthenargus paganus) är en spindelart som först beskrevs av Simon 1884.  Hakdvärgspindel ingår i släktet Asthenargus och familjen täckvävarspindlar. Arten är reproducerande i Sverige. Inga underarter finns listade i Catalogue of Life.